# Gouvernement de l'Estonie
Ne doit pas être confondu avec Gouvernement d'Estonie.
Le Gouvernement de la république d'Estonie (estonien : Vabariigi Valitsus) exerce le pouvoir exécutif selon la Constitution et les lois de la république d'Estonie.

## Composition du gouvernement actuel
Le gouvernement est constitué du Premier ministre et de 13 ministres.
Depuis le 23 juillet 2024, le gouvernement est dirigé par Kristen Michal.
| Fonction                                                               | Titulaire | Titulaire        | Parti |
| ---------------------------------------------------------------------- | --------- | ---------------- | ----- |
| Premier ministre                                                       |           | Kristen Michal   | ERE   |
| Ministre de l'Éducation et de la Recherche                             |           | Kristina Kallas  | E200  |
| Ministre de la Justice                                                 |           | Liisa-Ly Pakosta | E200  |
| Ministre de la Défense                                                 |           | Hanno Pevkur     | ERE   |
| Ministre du Climat et de l'Environnement                               |           | Yoko Alender     | ERE   |
| Ministre des Infrastructures                                           |           | Vladimir Svet    | SDE   |
| Ministre de la Culture                                                 |           | Heidy Purga      | ERE   |
| Ministre des Affaires rurales et régionales                            |           | Piret Hartman    | SDE   |
| Ministre des Affaires économiques et des Technologies de l'information |           | Erkki Keldo      | SDE   |
| Ministre des Finances                                                  |           | Jürgen Ligi      | ERE   |
| Ministre de l'Intérieur                                                |           | Lauri Läänemets  | SDE   |
| Ministre de la Santé                                                   |           | Riina Sikkut     | SDE   |
| Ministre de la Protection sociale                                      |           | Signe Riisalo    | ERE   |
| Ministre des Affaires étrangères                                       |           | Margus Tsahkna   | E200  |